# Oxypoda formiceticola
Oxypoda formiceticola är en skalbaggsart som beskrevs av Johann Christian Friedrich Märkel 1841. Oxypoda formiceticola ingår i släktet Oxypoda, och familjen kortvingar. Arten är reproducerande i Sverige.